# Грабово (Золочівський район)
Грабово — село в Україні, у Золочівському районі Львівської області. Населення становить 33 особи. Орган місцевого самоврядування - Золочівська міська рада.

## Географія
Село розташоване на правому березі річки Бужка, правої притоки Західного Бугу.